# Kassenanweisung

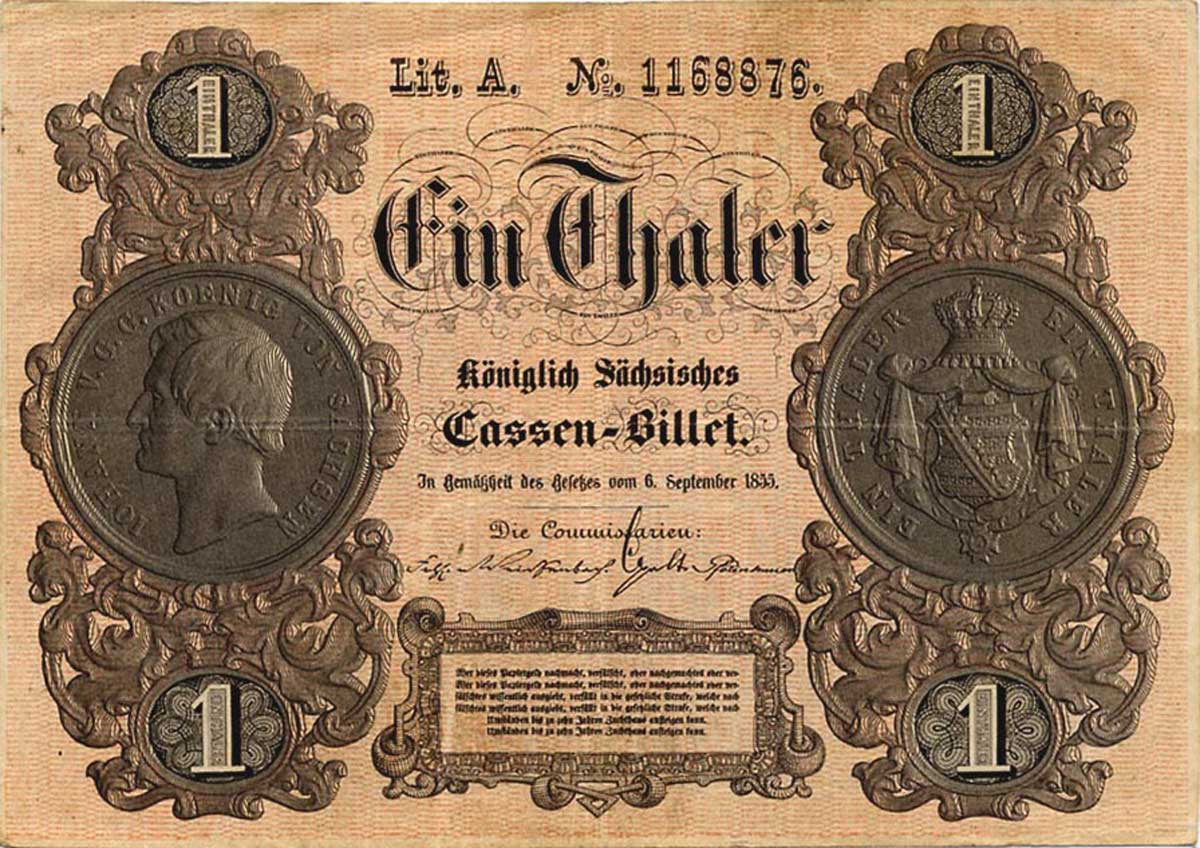
Königlich sächsisches Kassenbillet zu einem Thaler aus dem Jahr 1855

Auf 2 Reichstaler und 24 Schillinge lautender "Schein" der königlich dänischen Hauptkasse in Rendsburg (1808)

Kassenanweisungen, Kassenscheine, Kassenbillets, Tresorscheine, Bankscheine bzw. Bank-Noten waren eine häufige Bezeichnung der „staatlichen“ Banknoten deutscher Länder und auch der vom Staat privilegierten, zugelassenen Privatbanknoten vor allem im 19. Jahrhundert. Ab 1874 wurden die Kassenanweisungen von den rein staatlichen Reichskassenscheinen abgelöst.
Die Kassenanweisungen hatten folgende Stückelung und waren meist unverzinslich:
1, 2, 4, 5, 8, 10, 20, 25, 35, 50, 70, 100, 250 und 500 Taler bzw. Gulden, auch Mark Courant oder Pfund Banco. 
Diese Banknoten wurden zum einen von „Staatsbanken“ emittiert, die jedoch häufig privatrechtlich als Aktiengesellschaften, ähnlich der späteren Reichsbank, organisiert waren. Deren Aktienmehrheiten befanden sich dann auch häufig in direkter Staatshand, im Privatdepot der regierenden Fürsten sowie maßgeblich in Händen der Großbourgeoisie. Ein Umtausch in Silber-Kurantmünzen, die damalige Silberstandard-Währung, war gewöhnlich jederzeit möglich und musste auf den in Taler oder Gulden lautenden Betrag vollständig auf Verlangen des Publikums erfolgen.
Außerdem gab es noch „reine“ Privatnotenbanken, die ebenfalls als Aktiengesellschaften organisiert waren. Deren Aktienanteile befanden sich mehrheitlich bei der Großbourgeoisie jedoch auch häufig in den Privatdepots der jeweiligen regierenden Fürstenhäuser. Diese Privatbanken wurden als Zettelbanken bezeichnet. Sie wurden vom Publikum misstrauischer beurteilt, da sie bei Insolvenz keiner Staatsgarantie unterlagen. Deshalb war ihr Banknotenumlauf häufig auch in den anderen deutschen Ländern gesetzlich stark eingeschränkt. Die Privatnotenbanken mussten wie die Staatsbanken auch ihre Kassenscheine auf Verlangen in bankhinterlegte Silber-Kurantmünzen in ihren Hauptkassen umwechseln. 
Beispiel für eine „Staatsbank“ als Aktiengesellschaft: Preußische Bank (später Reichsbank).
Beispiel für eine „reine“ Privatbank: Sächsische Bank zu Dresden.